# RTS (Svizzera)
La RTS, sigla di Radio Télévision Suisse, è la filiale in lingua francese della SRG SSR, l'azienda radiotelevisiva pubblica svizzera.
Fino al 19 marzo 2009 si chiamava Radio Télévision Suisse Romande ed era suddivisa in TSR (Télévision suisse romande – «Televisione svizzera romanda») e RSR (Radio suisse romande – «Radio svizzera romanda»).
Nell'era delle radio a onde medie l'emittente era individuata sui quadranti degli apparecchi radio come Sottens, dal nome della località dove sorgeva  il trasmettitore.

## Storia

### Radio suisse romande
- 1922: inaugurazione della stazione del telegrafo senza fili di Champ-de-l'Air a Losanna: il banchetto inaugurale dà luogo alla prima trasmissione.
- 1923: all'aeroporto di Ginevra-Cointrin entra in servizio un'emittente, e permette di fare i primi saggi di trasmissioni pubbliche.
- 1925: prima trasmissione a Ginevra mandata in onda dall'Hôtel Métropole.
- 1931: inaugurazione del trasmettitore nazionale svizzero di Sottens.
- 1931: l’Agenzia telegrafica svizzera (ATS) diviene fornitrice esclusiva delle notizie diffuse dalla radio svizzera.
- 1935: inaugurazione della Maison de la Radio a La Sallaz, nella parte alta di Losanna.
- 1935: Angèle Golay lancia il programma «Le Disque préféré de l’auditeur» ("Il disco preferito dell'ascoltatore").
- 1936: Micro-Magazine, in onda da Radio Ginevra, è la prima trasmissione d'attualità.
- 1939: fondazione della compagnia del Radio-Teatro.
- 1940: inaugurazione della Maison de la Radio di boulevard Carl-Vogt a Ginevra.
- 1941: le cronache di René Payot su Radio Sottens sono seguite da migliaia di francesi e belgi durante l'occupazione nazista dei loro Paesi.
- 1956: nasce Espace 2, secondo canale della RSR, in modulazione di frequenza
- 1979: inizio delle trasmissioni in stereofonia.
- 1982: inizio delle trasmissioni del terzo canale della RSR, Couleur 3, dedicato ai più giovani
- 1994: la RSR lancia il quarto canale, Option Musique, in onde medie.
- 2010: la RSR si fonde con la TSR per dare vita alla Radio Télévision Suisse (RTS).

### Télévision suisse romande

Marchio utilizzato dal 2006 al 2012

- 1952: inizio delle trasmissioni sperimentali.
- 1954: inizio delle trasmissioni regolari.
- 1965: fine delle pause del martedì e introduzione della pubblicità.
- 1968: introduzione del colore.
- 1972: trasferimento nella nuova torre di Ginevra.
- 1982: spostamento del telegiornale a Ginevra.
- 1984: nascita del canale internazionale francofono TV5 Monde.
- 1987: inizio delle trasmissioni a mezzogiorno.
- 1993: fondazione di Suisse 4.
- 1997: Suisse 4 diventa TSR 2.
- 2001: introduzione del trattamento informatico delle immagini, debutto del sito Internet tsr.ch e inizio delle trasmissioni via web.
- 2005: introduzione del digitale terrestre.
- 2007: cessazione delle trasmissioni in analogico, eccetto nel Canton Vallese.
- 2007: inizio delle trasmissioni in alta definizione su HD suisse.
- 2008: la diffusione in digitale terrestre viene estesa anche al Canton Vallese.
- 2010: la TSR si fonde con la RSR per dare vita alla Radio Télévision Suisse (RTS).
- 2012: introduzione della diffusione in HD di tutti i canali[1].

## Canali

### Televisione
RTS dispone di due canali televisivi diffusi via satellite e via cavo e di un canale virtuale diffuso via internet:
| Logo | Canale   | Descrizione                                                                         |
| ---- | -------- | ----------------------------------------------------------------------------------- |
|      | RTS 1    | Canale generalista                                                                  |
|      | RTS 2    | Canale generalista                                                                  |
|      | RTS Info | Canale all-news diffuso 24 ore su 24 solo via internet, con spazi anche su RTS Deux |

I due canali televisivi RTS 1 e RTS 2, inoltre, forniscono anche contenuti per TV5 Monde.

### Radio

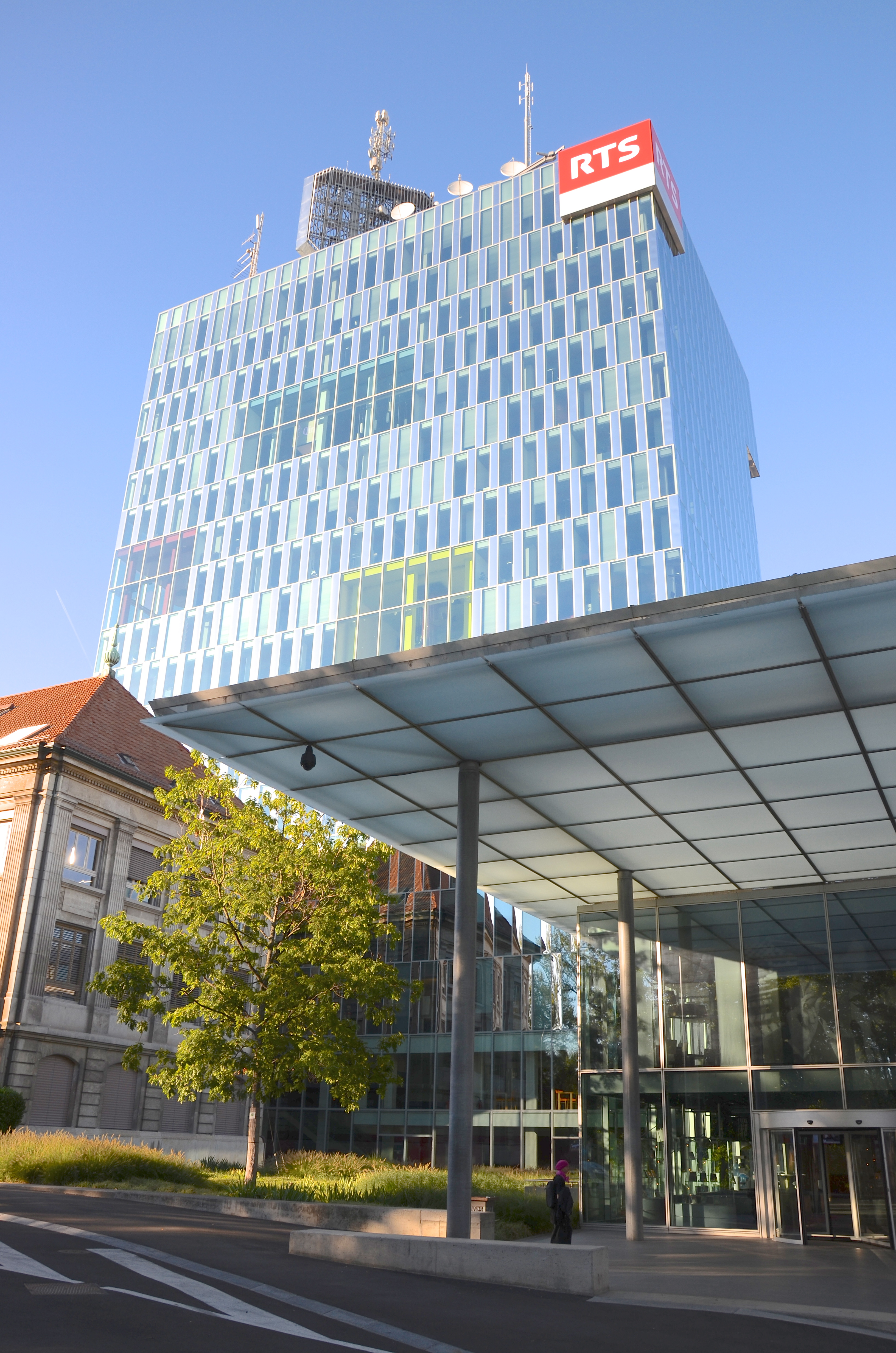
Sede centrale della RTS, Ginevra

| Logo | Canale             |
| ---- | ------------------ |
|      | RTS Première       |
|      | RTS Espace 2       |
|      | RTS Couleur 3      |
|      | RTS Option Musique |

## Ricezione
Tutte le emittenti sono fruibili via satellite, cavo e Internet in tutta la Svizzera. In Valle d'Aosta è possibile ricevere RTS Un attraverso il Mux 1 della Rai.
I canali sono ricevibili, inoltre, tramite il satellite Hot Bird in tutta Europa (con segnale codificato, decriptabile solo tramite la smart card fornita dalla SRG SSR ai soli cittadini elvetici).